# Ardisia neei
Ardisia neei är en viveväxtart som beskrevs av C.L. Lundell. Ardisia neei ingår i släktet Ardisia och familjen viveväxter. Inga underarter finns listade i Catalogue of Life.